# Chick
Chick was een Nederlands pornografisch tijdschrift, dat van 1968 tot 2008 op de markt was en is opgericht door Joop Wilhelmus en Jan Wenderhold. Wilhelmus deed de eindredactie terwijl Wenderhold de salesmanager was.
Het blad was het eerste pornotijdschrift in Nederland (aanvankelijk onder de toonbank verkocht) en was aanleiding tot een rechtszaak die bekendstaat als het Chick-arrest (HR 17 november 1970, NJ 1971, 373) en die Chick in 1970 won. Na dit arrest werd pornografie feitelijk legaal en werd de weg vrijgemaakt voor concurrentie met andere pornobladen, zoals de Candy, die aanvankelijk ook in 1968 begon als erotisch tijdschrift met contactadvertenties, maar die na het Chick-arrest ook steeds pornografischer werd en nu ook openlijk verkocht kon worden.
Na een meningsverschil gingen Joop Wilhelmus en Jan Wenderhold elk hun eigen weg en brachten ze ieder hun eigen Chick uit: Wilhelmus de Dordtse Chick en Wenderhold de Amsterdamse Chick (in Wormerveer). Jarenlang bestonden ze naast elkaar, totdat Wenderhold de Dordtse versie opkocht. Met ingang van nummer 202, verschenen in augustus 1987, veranderde de naam Chick Amsterdam in Chick Nederland.
De uitgeverij van Chick groeide uit tot het erotiekconcern Sansyl B.V., bestaande uit twee internetbedrijven, een postorderbedrijf, een fotobedrijf en twee uitgeverijen. In 1998 werd Wenderholds dochter, Sandy Wenderhold, directeur van Sansyl en daarmee hoofdredacteur van Chick. In Chick werden dames afgebeeld van wie de genitaliën duidelijk zichtbaar werden getoond. In tegenstelling tot bijvoorbeeld Playboy bracht Chick expliciete naaktfoto's, die door sommigen als confronterend werden ervaren. Zogenaamde verdiepende artikelen ontbraken in het blad. Wel was er ruimte voor contactadvertenties van seksuele aard, in de beginjaren onopvallend geschreven door de redactie zelf. In februari 2008 hield het blad op te bestaan en was alleen de website nog in de lucht.